# Дамели
Дамели — один из дардских языков. Распространён в долине Домел округа Читрал пакистанской провинции Хайбер-Пахтунхва. Долина находится примерно в 10 милях к югу от города Дрош, на восточной стороне реки Читрал, на дороге, ведущей из форта Миркхани в деревню Арунду.
Численность носителей по данным на 2001 год составляет около 5000 человек. Дамели имеет очень сильное влияние со стороны нуристанских языков. Некоторые носители владеют также урду либо пушту. По всей видимости, язык имеет вполне стабильное положение, так как широко используется молодым поколением.
Алфавит:
| ا | ب | پ | ت | ٹ | ث | ج | چ | ڇ | څ | ح | خ |
| د | ڈ | ذ | ر | ڑ | ز | ژ | ڙ | س | ش | ݜ | ص |
| ض | ط | ظ | ع | غ | ف | ق | ک | گ | ل | م | ن |
| ں | ݨ | و | ه | ھ | ی | ے |   |   |   |   |   |